# Vespa tropica
Vespa tropica – gatunek owada z rodziny osowatych (Vespidae), sklasyfikowany przez Karola Linneusza w 1758 roku pod nazwą Sphex tropica.

## Występowanie
Jest szeroko rozprzestrzeniony w Azji Środkowej i Południowo-Wschodniej – od Afganistanu do Nowej Gwinei.

## Budowa
Długość ciała robotnicy wynosi około 25 mm. Występuje w wielu odmianach barwnych. Głowa zwykle czarna, czasem ciemnobrązowa przechodząca w kolor czerwony, odwłok czarny z szerokim żółtym pasem.

## Podgatunki
- Vespa tropica anthracina Bequard, 1936
- Vespa tropica cebuana Kojima & Reyes, 1984
- Vespa tropica deusta Lepeletier, 1836
- Vespa tropica eulemoides Buysson, 1904
- Vespa tropica haematodes Bequard, 1936
- Vespa tropica leefmansi Vecht, 1975
- Vespa tropica trimeres Vecht, 1957
- Vespa tropica trisignata Perkins, 1910
- Vespa tropica unicolor Smith, 1864